# Ácido málico
No confundir con ácido maleico ni con ácido malónico

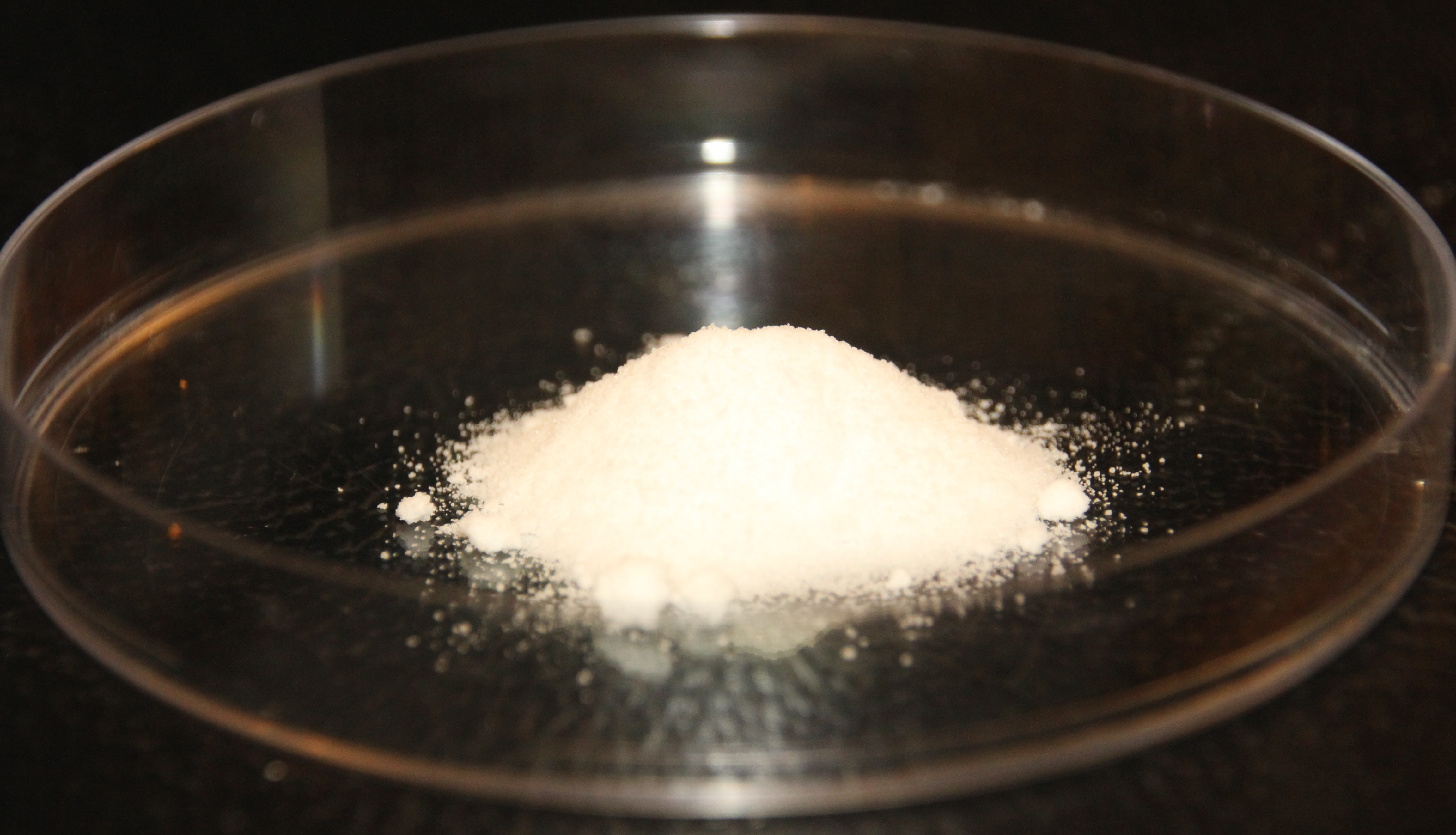
DL, ácido málico

El ácido málico, o su forma ionizada, el malato (C4H6O5) es uno de los ácidos más abundantes de la naturaleza y es fácilmente metabolizable por los microorganismos. El ácido málico fue aislado de la sidra por primera vez en el año 1785 por el químico alemán Carl Wilhelm Scheele encargándose de describirlo completamente. Este ácido se obtiene comercialmente por síntesis química.

## Presencia
El ácido L-málico, (ácido L-hidroxibutanodioico, o ácido L-hidroxisuccínico) es el ácido principal en muchas frutas, incluidos los albaricoques, las moras, arándanos, cerezas, uvas, duraznos, peras, ciruelas y membrillos  y está presente en concentraciones más bajas en otras frutas, como los cítricos.  Contribuye a la acidez de las manzanas verdes. Las manzanas agrias contienen altas proporciones del ácido (de hecho, de aquí es que proviene su nombre: malus = manzana). Está presente en las uvas y en la mayoría de los vinos con concentraciones a veces de hasta 5 g/l. Confiere un sabor agrio al vino; la cantidad disminuye con el aumento de la madurez de la fruta. El sabor del ácido málico es muy claro y puro en el ruibarbo, una planta para la que es el sabor principal. También es un componente de algunos sabores de vinagre artificial, como las papas fritas con sabor a "sal y vinagre".
El ácido málico es parte principal del ciclo de Krebs (proceso que activamos en el cuerpo para obtener energía de los alimentos). La función del ácido málico es participar en el complejo proceso de obtención de adenosín trifosfato (denominado también como ATP, que es la energía que utiliza el organismo).
Parece ser que la deficiencia de ácido málico en los tejidos puede ser uno de los factores para sufrir fibromialgia, que se trata de una enfermedad caracterizada por abundantes dolores musculares. También es buena para la anti-despigmentación de la piel ante los rayos ultravioleta del sol.

## Sales (malatos)
Existen algunas sales conocidas del ácido málico que genéricamente se denominan malatos, tales pueden ser: el malato monosódico (E350) empleado como una sustancia amortiguadora o ‘buffer' además de saborizante y que se encuentra en algunas confituras, jaleas y mermeladas, malatos de Potasio (E-351), malatos de calcio (E-352). Casi todos ellos se emplean como aditivos alimentarios.

## Propiedades físicas
El ácido málico contiene en su molécula un carbono asimétrico y esta característica permite explicar la actividad óptica del ácido málico.
COOH
|
H-C-H (ácido málico)
|
H-C*-OH átomo de Carbono asimétrico
|
COOH

## Producción y principales reacciones
El ácido málico racémico se produce industrialmente por la doble hidratación del anhídrido maleico. En 2000, la capacidad de producción estadounidense era de 5000 toneladas por año. Los enantiómeros pueden separarse por resolución quiral de la mezcla racémica. El ácido S-málico se obtiene por fermentación del ácido fumárico. 
La auto condensación del ácido málico en presencia de ácido sulfúrico fumante da el ácido cumálico de pirona.
El ácido málico fue importante en el descubrimiento de la inversión de Walden y el ciclo de Walden , en el que el ácido (-)-málico primero se convierte en ácido (+)-clorosuccínico por acción del pentacloruro de fósforo. El óxido de plata húmedo luego convierte el compuesto de cloro en ácido (+)-málico, que luego reacciona con PCl 5 en ácido (-)-clorosuccínico. El ciclo se completa cuando el óxido de plata devuelve este compuesto a ácido (-)-málico.

## Usos
Es un ácido orgánico y puede usarse para producir corriente eléctrica mediante la fermentación maloláctica (el proceso es muy similar a una pila biológica). Se emplea en la industria farmacéutica en la fabricación de laxantes así como en medicamentos indicados sobre el aparato respiratorio. En alimentación se utiliza como aditivo y tiene una codificación: E296 se trata de un acidulante que aparece en las gaseosas y refrescos junto con el ácido cítrico, el ácido fosfórico, su misión es la de equilibrar la dulzura producida por la añadidura de azúcares.
En la elaboración de vinos una vez terminada la fermentación alcohólica se realiza una segunda transformación denominada fermentación maloláctica, producida por bacterias que transforman el ácido málico en ácido láctico (bajando la acidez fija del vino), al tiempo que los polifenoles tienden a polimerizarse entre sí disminuyendo su reactividad. Todo esto quiere decir que el vino pierde acidez, y gana en suavidad y aroma.